# Helicosalpa komaii
Helicosalpa komaii är en ryggsträngsdjursart som först beskrevs av Siegfried Ihle och Ihle-Landenberg 1936.  Helicosalpa komaii ingår i släktet Helicosalpa och familjen bandsalper. Inga underarter finns listade i Catalogue of Life.